# Эйн-Авдат
Национальный парк Эйн-Авдат (ивр. עין עבדת‎) — национальный парк (каньон и источник) в пустыне Негев, южней киббуца Сде-Бокер. С давних времен место было популярно у людей, так как являлось главным источником воды в этом районе. Из источника брали воду жители древнего набатейского города Авдат, который располагался в 3 километрах южней. Жители использовали ёмкости, привязанные к верёвке для поднятия воды из родника, находящегося на дне каньона. Каньон является частью национального парка, который включает и раскопки набатейского города Авдат.
На стоянке Бокер-Тахтит ранний слой с индустрией эмирийской культуры исходного верхнего палеолита (IUP) датируется периодом от 50 до 49 тыс. лет назад, поздний слой — периодом от 47,3 до 44,3 тыс. лет назад. К. Валох первым заметил сходство между индустрией Брно-Богунице, которая стала известна как богунисьен, и переходной индустрией 1-го слоя в Бокер-Тахтит в Южном Леванте. В Бокер-Тахтите, Ючагизли (Турция), Кзар-Акиле (Ливан), Кара-Боме (Горный Алтай), на Балканах (Темната), в Чехии (Богунице, Странска Скала, Лишень, Подоли, Тварожна), на Украине (Куличивка) и в Северном Китае (Шуйдунгоу) представлен комплекс сходных индустрий, названный эмиранско-богуницким.

## Географическое положение
Источник находится в нескольких километрах от кибуца Сде-Бокер. Вход в заповедник через Мидрешет Бен Гурион. Также можно заехать на обзорную площадку с шоссе 40 в 9 км от Сде-Бокера.
- Беэр-Шева — 52 км.
- Сде-Бокер — 6 км.
- Мидрешет Бен Гурион — 3 км.